# Hymedesmia senegalensis
Hymedesmia senegalensis är en svampdjursart som beskrevs av Claude Lévi 1952. Hymedesmia senegalensis ingår i släktet Hymedesmia och familjen Hymedesmiidae. Inga underarter finns listade i Catalogue of Life.